# Brigitte de Palatinat-Simmern
Brigitte de Palatinat-Simmern (* 18 août 1516 à Simmern; † 30 avril 1562 à l'abbaye de Neubourg à Heidelberg) était abbesse du monastère de Neubourg. 

## Biographie
Brigitte était une fille du comte palatin et le duc Jean II de Palatinat-Simmern (1492-1557) de son mariage avec Béatrice de Bade (1492-1535), fille du marquis Christophe Ier de Bade. Elle était la sœur du prince-électeur Frédéric III du Palatinat.
Brigitte est entré au couvent de Neubourg, dont elle est abbesse de 1552 à sa mort. En 1554, elle loue le vignoble de l'abbaye de Weinheim. en tant qu'abbesse Brigitte fait passer le monastère à la Réforme. Les religieuses ont quitté le monastère et après la mort de Brigitte, il a été dissous en 1562.

## Épitaphe
Le reste de son épitaphe est actuellement murée dans le jardin de l'abbaye de Neubourg (côté Sud). Sur lui se trouve, à côté des armoiries de Palatinat-Simmern et de Bade, un portrait de Brigitte en habits laïques. Il a été récupéré en 1833, dans l'ancien Étang du monastère.

## Littérature
- Johann Samuel Ersch : Générale Encyklopädie des Sciences et des Arts: par ordre alphabétique. Section 2, H - N ; Theil 21, Gleditsch, 1842, p. 179